# Општина Концешти (Телеорман)
Концешти (рум. Conţeşti) општина је у Румунији у округу Телеорман.
Oпштина се налази на надморској висини од 34 m.